# Maues

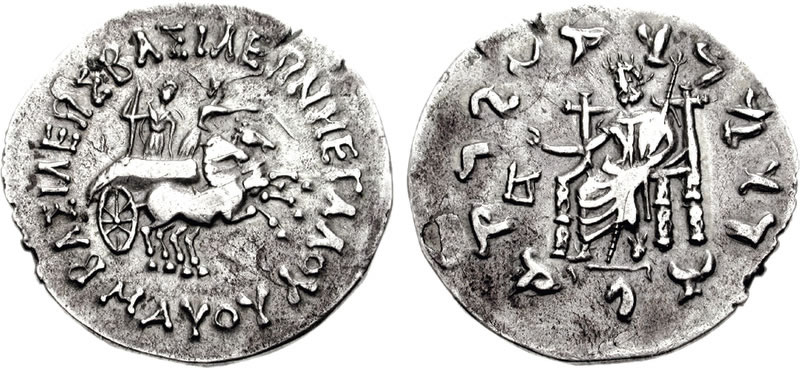
Stříbrné Mauesovy mince; na lícové straně je zobrazen Zeus, na rubové bohyně Níké

Maues byl indo-skythský král, který vládl přibližně v letech 85 až 60 př. n. l. Není o něm moc známo, většina informací pochází z numismatického materiálu, který vykazuje silný indo-řecký vliv – jsou na nich zobrazena většinou řecká a indická božstva, nápisy jsou psané řečtinou a v písmu kharóšthí. Není znám ani Mauesův původ, který je stále předmětem různých dohadů.
Na některých je vyobrazena postava v lotosové pozici, což by mohl být sám Maues či některé z jím podporovaných božstev, případně by se mohlo jednat o samotného Buddhu. Některé mince též obsahují vyobrazení buddhistických symbolů. Z těchto faktů toho by se dalo usoudit, že Maues podporoval buddhismus – a to ať z politických či osobních důvodů.
Za Mauesovy vlády bylo hlavní město v Sirkapu, většinu mincí razil v Takšašíle.